# 일본의 텔레비전
일본의 텔레비전에 관한 설명이다.
일본에서 텔레비전은 1939년에 도입되었다. 그러나 실험의 시작은 다카야나기 겐지로의 전자 텔레비전 분야의 선구적인 실험과 함께 1920년대로 거슬러 올라간다. 텔레비전 방송은 제2차 세계대전으로 중단되었고, 그 후 1950년에 정규 텔레비전 방송이 시작되었다. 일본이 1960년대에 최초의 HDTV 시스템을 개발한 후, 1970년대에 MUSE (기술)/Hi-Vision이 도입되었다.
NTSC-J라고 하는 아날로그 신호용 NTSC 시스템의 수정된 버전이 1950년부터 2010년대 초반까지 아날로그 방송에 사용되었다. 일본의 아날로그 방송은 ISDB 표준을 사용하는 디지털 방송으로 대체되었다. ISDB는 NTSC-J 아날로그 TV 시스템과 이전에 일본에서 사용된 MUSE Hi-vision 아날로그 HDTV 시스템을 모두 대체한다. ISDB-T(ISDB-T International)를 이용한 DTTB(Digital Terrestrial Television Broadcasting) 서비스는 2003년 12월 일본에서 시작되었으며, 이후 일본은 다른 디지털 방송 표준 대신 ISDB를 채택했다.
적어도 한 대 이상의 텔레비전을 보유하고 있는 모든 일본 가구는 텔레비전 라이센스를 보유해야 하며, 자금은 주로 일본 공영 방송사인 NHK에 보조금을 지급하는 데 사용된다. 요금은 지불 방법이나 시기에 따라, 지상파만 수신하는지, 위성 방송도 수신하는지에 따라 13,650엔~24,740엔(오키나와현 거주자는 12,255엔~23,585엔)이다.

## 역사

### NHK의 설립과 다카야나기 겐지로의 연구
1924년, 다카야나기 겐지로는 전자식 텔레비전에 관한 연구를 시작하였다. 1925년에는 열전자 방출을 이용한 음극선관(CRT) 텔레비전을 시연하였다. 1926년에는 기계식 닙코우 원반과 전자식 브라운관을 결합한 시스템을 사용하여 텔레비전 시험을 실시하였다. 같은 해, 그는 40라인 해상도의 CRT 텔레비전을 시연하였으며, 이는 완전한 전자식 텔레비전 수상기의 최초 작동 사례였다. 1927년에는 해상도를 100라인으로 끌어올렸으며, 이는 1931년까지 독보적인 수준이었다. 1928년에는 텔레비전을 통해 처음으로 사람의 얼굴을 하프톤(명암)으로 전송하는 데 성공하였다.
같은 시기, 다카야나기 겐지로는 프랑스 잡지를 통해 새로운 기술에 대해 접한 후 텔레비전 연구에 관심을 갖기 시작하였다. 그는 존 로지 베어드(John Logie Baird)의 방식과 유사한 시스템을 개발하였는데, 이는 닙코우 원반(Nipkow disk)을 이용하여 대상을 주사하고 전기 신호를 생성하는 방식이었다. 그러나 베어드와는 달리, 다카야나기는 수신된 신호를 표시하는 장치로 음극선관(CRT)을 사용하는 중요한 진전을 이루었고, 1926년 12월에는 가타카나 문자 ‘イ’의 재현에 성공하였다.
1928년에는 40라인의 해상도와 초당 14프레임의 재생률로 인물 영상 재현에 성공하면서 그의 연구는 또 하나의 돌파구를 마련하였다. 1930년대에 들어서 다카야나기와 그의 연구팀은 개량된 아이코노스코프(iconoscope)를 활용하여 완전 전자식 텔레비전 시스템을 개발하였다. 이어서 그는 초당 30프레임으로 441라인의 고해상도 영상을 재현할 수 있는 영상 수신기를 발명하였으며, 이는 당시 시중에 존재하던 텔레비전 기술 중 최고 수준이었다.
한편, 1920년대 후반부터 라디오 방송이 본격적으로 시작되자, 전국적인 방송 서비스를 통합 관리할 수 있는 중앙 기관의 필요성이 점차 대두되었다. 이에 따라 체신성의 주도 아래, 도쿄·오사카·나고야의 지역 방송국들이 1926년 통합되어 일본방송협회(日本放送協会, Nippon Hōsō Kyōkai, 약칭 NHK)라는 국가 기관으로 발족하였다. 설립 직후, 홋카이도·도호쿠·주고쿠·규슈 지역에 추가로 네 개의 방송국이 설치되었으며, 이들의 첫 방송은 1928년 11월에 이루어졌다.
1930년, 일본방송협회는 파울 고틀리프 닙코우(Paul Gottlieb Nipkow)와 블라디미르 즈보리킨(Vladimir Zworykin)의 발명에 기반한 텔레비전 수상기의 개발을 목표로 과학기술연구소(Science & Technology Research Laboratories, STRL)를 설립하였다.
한편 유럽에서는 정규 시험 방송이 시작되고 있었으며, 독일은 1936년 베를린 올림픽 방송을 준비 중이었다. 이듬해 도쿄가 차기 올림픽 개최지로 선정되자, STRL이 올림픽 텔레비전 방송 프로젝트를 총괄하게 되었고, 다카야나기 자신을 비롯한 당대 최고의 엔지니어들이 이 프로그램에 참여하였다. 비록 올림픽은 1938년 7월 공식적으로 취소되었지만, 연구에 참여한 이들의 열정으로 텔레비전 기술 개발은 지속되었다.
1939년 5월 13일, STRL은 우치사이와이초에 새로 건립된 방송회관의 안테나를 통해 실험용 텔레비전 전파를 송출하였고, 이는 일본 최초로 라디오파를 이용한 공중 텔레비전 실험 방송으로 기록되었다.

### 정규 방송의 시작과 NHK 독점의 종식
실험은 1930년대 말까지 계속되었다. 기존 장비는 개량되었고, 움직이는 영상을 포착하기 위한 소형·경량 카메라와 새로운 조명 시스템도 개발되었다. 1930년대에는 국산 아이코노스코프 시스템을 기반으로 한 전자식 텔레비전 시스템이 도입되었다. 영화, 버라이어티 쇼, 음악 프로그램, 텔레비전 드라마 등 다양한 형태의 제작물이 등장하였으며, 그중에서도 가족 코미디 《저녁 식사 전》(ゆうげ前, Yūge-mae)는 역사상 최초의 드라마(dorama)로, 3일간 4회에 걸쳐 생방송으로 방영되었다. 이러한 제작 활동은 훗날 텔레비전 산업과 전자 산업 발전의 토대를 마련하였다.
그러나 제2차 세계대전 중에는 텔레비전 장비에 대한 연구가 중단되었고, 전기 기술 기업들은 무기, 탄약 및 군수 물자 생산에 주력하게 되었다. 그동안 정부로부터 일정 수준의 독립성을 유지해왔던 일본방송협회(NHK)도, 전시 체제에서 군부의 통제가 강화되자 결국 국가의 선전 도구로 전락하게 되었다.
일본의 패전 직후, 점령군은 1945년에 텔레비전 연구를 일시적으로 금지하였으나, 이 조치는 1946년 7월 해제되었다. 다카야나기 겐지로는 일본 빅터(Victor Company of Japan, 후의 JVC)에 합류하여 독자적인 연구를 이어갔으며, NHK도 같은 해 11월에 연구를 재개하였다. 이후 다카야나기는 NHK, 샤프(Sharp), 도시바(Toshiba) 등과 함께 텔레비전 방송 기술과 수상기 개발을 공동으로 주도하는 중심 인물로 활약하였다.
전쟁이 끝난 후, 점령군은 일본방송협회(Nippon Hōsō Kyōkai)에 대한 정부 및 군부의 모든 통제를 해제하였다. 1950년, 일본 방송 제도의 개혁에 따라 NHK는 청취자가 납부하는 수신료에 의해 운영되는 독립 법인으로 재편되었으며, 동시에 상업 방송 시장도 자유화되었다.
1951년 9월 1일, 나고야의 CBC 라디오(JOAR)가 일본 최초의 민간 방송국으로서 방송을 시작하였고, 곧이어 오사카의 NJB가 뒤를 이었다. 이후 ABC 라디오, RKB 라디오, KBS 교토, KRT 라디오 도쿄 등을 포함한 여러 방송국들이 방송 면허를 획득하였으며, 1952년까지 총 18개의 민간 라디오 방송국이 운영에 들어갔다.
이로써 일본 방송계는 두 축으로 나뉘는 새로운 시대를 맞이하게 되었는데, 한편에는 공영 방송인 일본방송협회(이 시기부터는 영어 약칭인 NHK로 더욱 널리 알려지게 됨)가 있었고, 다른 한편에는 광고 수익을 기반으로 하는 민영 방송국들이 자리하게 되었다.
1948년, NHK는 텔레비전 연구 프로그램을 재개하였으나, 이후에도 대중을 위한 실질적인 방송 서비스 제공 측면에서는 큰 진전을 이루지 못하였다. 1951년 5월 26일, 일본 중의원은 정부에 대해 국내에서의 텔레비전 방송 개시를 공식 요청하였으며, 그해 10월 2일에는 민간 방송사인 닛폰 TV 방송망(NTV)이 방송 면허를 취득하여 NHK보다 몇 달 앞서 개국 허가를 받았다.
NHK는 1953년 2월 1일 정규 텔레비전 방송을 시작하였으며, 첫 방송은 오후 2시부터 오후 8시 45분까지 약 7시간 동안 진행되었다. 같은 해 8월 28일에는 일본 최초의 상업 텔레비전 방송사인 니혼 텔레비전도 본격적으로 방송을 개시하였다.
이 두 방송사는 곧바로 서로 다른 스타일과 콘텐츠의 편성으로 시청자 확보 경쟁에 돌입하였다. NHK는 고등 교육층과 상류 계층에 적합한 교양 중심의 프로그램을 고수한 반면, NTV는 보다 대중적인 콘텐츠를 지향하며 대중의 관심을 끌고자 하였다.
그러나 초기에는 수상기 가격이 매우 높아 보급이 더디게 진행되었으며, 1954년 3월 말 기준으로 텔레비전 가입자는 17,000명에 불과한 반면, 라디오 청취자는 1,100만 명을 넘었다. 이러한 보급의 어려움을 극복하기 위해 도심 지역, 기차역, 공원 등에 공공 텔레비전이 설치되었고, 이는 많은 인파를 끌어들이며 일본 사회 전반에 텔레비전 문화를 확산시키는 계기가 되었다.
1950년대 후반에 들어서 KRT(現 TBS), 후지 텔레비전(Fuji TV), NET(現 TV 아사히)가 개국하여 기존의 NTV와 함께 본격적인 민간 텔레비전 방송 시대가 열리게 되었다.
1956년 말까지 NHK는 도쿄를 비롯하여 나고야와 오사카(이 두 지역은 1954년부터 방송 개시), 삿포로, 후쿠오카, 그리고 소도시인 센다이와 히로시마에 이르기까지 텔레비전 방송망을 완비하였다.
간토 지역에서는 각 민간 방송국이 각각의 송신 안테나를 설치하고 있었으나, 정부는 지역 전체에 방송 전파를 전달할 수 있는 단일 대형 송신탑의 건설을 제안하였다. 이에 따라 1958년에는 일본의 고도 경제 성장기를 상징하는 도쿄 타워(Tokyo Tower)가 준공되었다.
1953년 정규 텔레비전 방송이 시작되었을 당시, 일본 전역에 보급된 수상기는 불과 3,000대에 지나지 않았다. 그러나 1959년 아키히토 황태자의 결혼이라는 국민적 관심 행사를 계기로 그 이듬해에는 수상기 보급 수가 1,200만 대로 급증하였다.
이와 함께 VHF 대역을 이용한 지역 텔레비전 방송국들이 잇따라 등장하였고, 이는 첫 번째 방송 네트워크의 형성으로 이어졌다. 당시 KRT 계열의 다섯 개 주요 방송국 간 프로그램 교환을 기반으로 한 연합체가 구성되었으며, 이는 1959년 8월 1일 공식적으로 일본 뉴스 네트워크(Japan News Network, JNN)로 출범하게 되었다.
1964년에는 마지막 VHF 상업 방송국인 도쿄 12채널(現 TV도쿄)이 개국하였다.
제2차 세계대전 이후의 경제 성장과 텔레비전 가격 하락은 텔레비전 보급 확대의 핵심 요인이 되었으며, 이는 전국적으로 텔레비전이 급속히 확산되는 배경이 되었다. 이로써 텔레비전은 냉장고, 세탁기와 함께 일본 가정에서 가장 중요한 필수 소비재 중 하나로 자리 잡게 되었다.

### 컬러 텔레비전의 도입
미국과 쿠바에 이어, 일본은 세계에서 세 번째로 컬러 텔레비전을 도입한 국가였다. 컬러 방송은 1960년 9월 10일에 시작되었으며, 흑백 텔레비전 수상기로도 시청이 가능한 NTSC 방식이 채택되었다.
초기의 컬러 프로그램은 주로 외화 영화, 시간 지연 중계 스포츠 경기, 그리고 짧은 교육 프로그램 등에 집중되었는데, 이는 당시 방송국들의 장비가 컬러 방송을 완전히 감당하기에는 미흡했기 때문이다.
1964년, 일본의 주요 방송국들은 같은 해 10월 도쿄에서 개최될 1964년 하계 올림픽의 생중계를 위해 준비에 박차를 가했다. 이를 위해 지구 정지 위성인 Syncom 3를 활용하여 실시간 텔레비전 방송을 시도하였다.
다만, Syncom 3는 태평양을 넘어 텔레비전 방송을 최초로 전송한 위성은 아니었으며, 그보다 앞서 1963년 11월 미국 대통령 존 F. 케네디가 암살되었을 당시, Relay 1 위성이 미국에서 일본으로 첫 텔레비전 프로그램을 송출한 바 있다.
1959년 아키히토 황태자의 결혼식과 같은 국가적 규모의 주요 행사들은 텔레비전을 새로운 대중 매체로서 빠르게 보급시키는 데 큰 역할을 하였다. 1950년대 말까지 흑백 텔레비전 수상기의 판매량은 200만 대를 넘어섰다. 그러나 컬러 텔레비전의 보급은 고가의 가격 때문에 더딘 편이었으며, 컬러 방송이 시작된 해에 판매된 컬러 수상기는 고작 1,200대에 불과했다.
이후 가격 인하와 생산량 증가에 힘입어 수요는 점차 늘어났다. 1962~1963년 2년간 4,000대가 판매된 데 이어, 1967년에는 128만 대, 1970년에는 640만 대 이상이 판매되었다. 1975년 11월 기준, 일본 일반 가정에서 보유한 텔레비전 수는 약 4,600만 대에 달했으며, 이 중 3,200만 대가 컬러 수상기였다.
한편, 주요 민간 방송사 중 마지막이자 가장 소규모였던 TV 도쿄도 1964년 텔레비전 시장에 진입하였다. 이 방송사는 처음에는 문화 및 교육 프로그램 전문 채널로 출발했으나, 이후 일반 오락 분야에서도 입지를 다졌고, 특히 애니메이션 분야에 주력하면서 독자적인 색채를 확립하였다.
1960년대 후반에는 약 3천만 가구가 텔레비전 수상기를 보유하고 있었고, 민간 방송국은 500개의 송신소, NHK는 1,000개의 송신소를 운영하고 있었다. 컬러 텔레비전의 초기 도입 당시인 1967년에는 구매 여력이 있는 가구가 매우 소수에 불과했으며, 보급 대수는 약 8만~9만 대 수준으로 전체 수상기의 1%도 채 되지 않았다. 이 시기의 일본 텔레비전 프로그램은 미국의 기준으로 볼 때 여전히 "초보적"인 수준이었다는 평가도 있었다.
NHK(일본방송협회)는 1964년 도쿄 올림픽 이후, “영상과 음향이 인간의 오감에 어떻게 작용하는지를 규명한다”는 목표 아래 차세대 기술에 대한 연구를 시작하였다. 그 결과물로 1972년에 개발된 NHK 컬러 시스템은 당시 미국 NTSC 방식의 이른바 "HDTV"를 압도하는 성능을 보여주었으며, 1,125 주사선, 5:3 화면비율, 60Hz 주사율을 특징으로 했다.
이후 국제 무대에서는 찰스 긴스버그(Charles Ginsburg)가 주도한 미국영화텔레비전기술자협회(SMPTE)가 HDTV 기술 표준화의 실질적 시험 기관으로 활동하였다. SMPTE는 세계 각국의 다양한 HDTV 시스템을 다각도로 시험하였으나, 서로 다른 포맷을 통합하는 데에는 오랜 시간 어려움을 겪었다.
한편, 1960년대 일본 영화 산업은 텔레비전 산업의 성장으로 직격탄을 맞았다. 주요 영화사들은 자사의 인기 배우나 감독이 텔레비전에서 활동하는 것을 철저히 금지하였고, 텔레비전 제작 현장에 기술 인력을 제공하는 것조차 꺼렸다. 그러나 결과적으로 이러한 고립 정책은 영화 산업의 수익 감소로 이어지게 되었다.

### 신기술, UHF, 위성 텔레비전 시대와 고화질 텔레비전의 부상
일본에서 최초로 개국한 UHF 텔레비전 방송국은 1968년 2월 20일에 개국한 NHK 교육 텔레비전 도쿠시마 방송국이었다.
1973년, 우주개발위원회는 실험적 위성 송신 프로그램을 출범시키며, 개발은 NASDA(우주개발사업단)에, 운영은 NHK에 각각 위임하였다. 5년 후, 일본 최초의 직접 위성 방송용(Direct Broadcast Satellite, DBS) 위성인 BSE(통칭 '유리', Yuri)가 발사되었으나, 본격적인 시험 방송은 1984년 BS-2a 위성을 통해서야 시작되었다. 이 위성은 이전의 위성과는 달리, 가정용으로 적합한 지름 40~60cm 크기의 소형 파라볼라 안테나로도 수신이 가능하도록 설계되었다.
1989년, NHK는 위성 방송을 본격적으로 개시함과 동시에 고화질 텔레비전 기술의 실험적 송출을 개시하였다. 일본에서는 이미 1960년대부터 고화질 텔레비전(HDTV)에 대한 연구가 이루어지고 있었으며, 당시 NHK 과학기술연구소(STRL) 소장이었던 후지오 타카시는 텔레비전 기술이 아날로그임에도 불구하고 충분히 성숙한 단계에 도달하였다고 판단하여, 기존의 '소형 화면'에서 '대형 영화 화면'으로의 확장을 목표로 하였다. 후지오의 연구팀은 기술적·경제적 관점에서 HDTV는 일본의 경우, 미국에 비해 케이블 텔레비전의 보급률이 낮은 점을 고려할 때, 위성 방송을 통해 실현하는 것이 보다 효율적이라고 보았다.
이에 NHK는 1980년대에 아날로그 방식의 하이비전(Hi-Vision) 시스템을 개발하였으며, 1125 라인, 초당 60프레임, 화면비 5:3(후에 16:9로 확장)의 사양을 갖추고 있었다. 해당 방송은 MUSE 압축 방식을 통해 위성으로 송출되었으며, 세계 최초의 아날로그 고화질 방송 사례로 손꼽힌다. 그러나 이 기술은 미국 및 유럽의 방송 표준과의 호환성 문제로 인해 국제적 채택까지는 시간이 소요되었다.
1980년대에는 텔레비전 수상기의 대중화가 급속히 진행되어 일본 가정에서 보편적인 전자기기로 자리매김하였고, 이로 인해 사회적 변화도 나타나기 시작하였다. 가족 간 유대는 약화되었으며, 구성원 개개인의 독립성이 강조되었다. 이와 같은 변화는 편성 전략에도 영향을 미쳐, 가족 단위의 종합 오락 프로그램은 급속히 감소하고, 연령별 타깃 프로그램과 성인 시청자를 위한 심야 프로그램이 점차 증가하였다.
1991년에는 일본 최초의 유료 위성 방송 네트워크인 WOWOW가 설립되어 영화, 공연, 스포츠 등의 콘텐츠를 중심으로 방송을 개시하였다. 위성 방송의 확대에 직면하여, 정부는 1995년, 1996년 5월 이후부터 신규 지상파 민영 방송 허가를 중단한다고 발표하였다. 또한 1996년에는 방송 시장의 규제 완화가 추진되어, 특히 유료 방송 부문에서 외국 자본의 진출이 가능해졌다. 당시 민영 방송사 중에서는 NTV와 TBS만이 도쿄 증권거래소에 상장되어 있었으며, 후지TV와 TV 아사히도 상장을 검토 중이었다.
1997년에는 자막 방송 확대를 위한 국회의 논의에 따라 NHK 종합 텔레비전이 드라마를 포함한 14개 프로그램에 자막을 도입하였으며, 민영 방송사들도 이에 발맞추어 TV 아사히가 대표적인 애니메이션인 『도라에몽』을 자막 방송으로 송출하기 시작하였다.
1998년 5월에는 PerfecTV와 JSkyB가 합병하여 SKY PerfecTV!가 출범하였고, 1997년 12월에는 일본 내 DirecTV 자회사도 서비스를 개시하였다. 그러나 DirecTV는 2000년 3월 일본 시장에서 철수하였고, 이에 따라 SKY PerfecTV!는 일본 최대의 유료 방송 플랫폼으로 부상하였다. 이로써 SKY PerfecTV!는 WOWOW, 케이블 텔레비전 사업자인 J:COM, 그리고 IPTV 서비스인 Hikari TV 등과 경쟁하게 되었다.
2000년에는 디지털 위성 방송이 본격적으로 시작되었으며, 다수의 기업들이 위성 방송 시장에 새롭게 진출하였다.

### 디지털 전환과 인터넷의 부상
기존의 MUSE 시스템은 새로운 디지털 표준과 호환되지 않았기 때문에, 일본은 2000년대에 지상파 디지털 텔레비전을 위한 ISDB-T를 개발하였으며, 이는 이후 아시아 및 남미의 여러 국가에서도 채택되었다. 이 차세대 표준을 이용한 첫 송출 시험은 2003년 도쿄, 오사카, 나고야 등 대도시권에서 시작되었다.
2006년에는 1세그(1seg) 기능이 도입되었는데, 이는 디지털 지상파를 통해 휴대전화로 텔레비전을 시청할 수 있게 해 주는 매우 인기 있는 서비스였다.
2010년부터 2011년에 걸쳐 디지털 전환이 진행되었고, 이는 아날로그 텔레비전 방송을 지역별로 순차적으로 종료하는 디지털 스위치오버(digital switchover) 방식으로 이루어졌다. 대부분의 지역에서는 2011년 7월 24일에 전환이 완료되었으나, 동일본 대지진의 영향으로 이와테현, 미야기현, 후쿠시마현은 이듬해까지 전환이 연기되었다.
그러나 전환 과정에는 문제도 발생하였다. 도쿄 타워(333m)는 간토 지역 전체를 디지털 지상파 신호로 안정적으로 커버하기에 불충분하였기 때문에, 스미다 구에 도쿄 스카이트리(634m)가 새로 건설되었으며, 2012년에 개장하였다.
일본의 텔레비전 방송이 완전히 디지털화되면서 전통적인 라디오·텔레비전 송출 모델은 급격히 변화하였다. 주요 민간 방송사, 위성 플랫폼, 통신 사업자들은 점차 인터넷 유료 서비스를 통해 자사 프로그램을 제공하기 시작하였다.
이미 2008년 NHK는 자사 지상파 프로그램을 온라인으로 다시 볼 수 있는 구독형 서비스 'NHK 온디맨드'(現 NHK+)를 시작하였다. 2014년 1월에는 닛폰TV가 본방송 이후 일주일 동안 무료로 온라인 시청이 가능한 서비스를 시작하였으며, 같은 해 10월에는 TBS도 유사한 서비스를 도입하였다.
2015년 넷플릭스와 아마존 비디오의 일본 시장 진입에 대응하기 위해, 도쿄를 거점으로 한 주요 민영 방송사들은 연합하여 무료 온라인 플랫폼인 TVer를 공동 출범시켰다.
IPTV 분야에서는 이미 2000년대 초부터 일본 내 인터넷 서비스 제공업체들이 TV 관련 서비스를 인터넷을 통해 제공해 왔다. 그러나 일본이 본격적으로 인터넷 TV 시장에 진입한 것은 2007년, 소니, 파나소닉, 샤프, 도시바, 히타치 등이 구성한 컨소시엄이 acTVila 포털을 출범시키면서였다.
인터넷의 대규모 확산은 세대 간의 미디어 소비 격차를 낳았다. 고연령층은 여전히 텔레비전 시청에 많은 시간을 할애하는 반면, 젊은 세대는 다른 어떤 매체보다 온라인에 더 많은 시간을 소비하고 있다. 특히 10대들 사이에서는 니코니코 동화(Niconico), 야후 동영상(Yahoo! Douga), GyaO와 같은 동영상 공유 서비스나 VOD(Video on Demand) 플랫폼의 이용이 활발하다.

## 전국별 채널 번호
BS 방송
- 101번(1) NHK-BS, 141번(4) BS 닛폰, 151번(5) BS아사히, 161번(6) BS-TBS, 171번(7) BS TV 도쿄, 181번(8) BS 후지, 191번(9) WOWOW 프라임, 192번 WOWOW 라이브, 193번 WOWOW 시네마, 200번(10) BS10, 201번 BS10 스타채널, 211번(11) BS11, 222번(12) TwellV, 231·232번 방송대학학원, 234번 그린채널, 236번 BS 애니맥스, 242번 J SPORTS 1, 243번 J SPORTS 2, 244번 J SPORTS 3, 245번 J SPORTS 4, 251번 BS Tsrui Vision, 252 WOWOW 플러스, 255번 BS Nippon Eiga, 256번 디즈니채널, 260번 J:COM BS, 265번 BS 요시모토

## 지역별 채널 번호
디지털 가상채널은 2025년 현재를 기준으로 한다

### 홋카이도·도호쿠 지방
홋카이도
- 1번 HTV, 2번 NHK E, 3번 NHK G(삿포로·아사히카와·무로란·기타미·오비히로·구시로), 5번 STV, 6번 HTB, 7번 tvh, 8번 uhb

- 1956년: 아날로그 텔레비전 방송 개시
- 1956년: NHK-TV
- 1957년: HBC (KRT 계열)
- 1959년: STV (니혼TV 계열)
- 1960년: HBC (KRT→TBS 계열)
- 1962년: NHK-TV→NHK종합, NHK교육
- 1963년: STV (니혼TV·후지TV 계열)
- 1968년: HTB (NET 계열)
- 1972년: UHB (후지TV 계열), STV (니혼TV 계열)
- 1977년: HTB (NET→TV아사히 계열)
- 1989년: TVh (TV도쿄 계열)
- 2003년 12월: 디지털 텔레비전 방송 개시
- 2011년 7월: 아날로그 텔레비전 방송 종료

아오모리현
- 1번 RAB, 2번 NHK E, 3번 NHK G, 5번 ABA, 6번 ATV

- 1959년: 아날로그 텔레비전 방송 개시
- 1959년: NHK-TV
- 1959년: RAB (니혼TV 계열)
- 1961년: NHK-TV→NHK종합, NHK교육
- 1969년: ATV (NET·TBS 계열)
- 1975년: ATV (TBS 계열), RAB (니혼TV·NET 계열)
- 1977년: RAB (NET→TV아사히·니혼TV 계열)
- 1991년: ABA (TV아사히 계열), RAB (니혼TV 계열)
- 2003년 12월: 디지털 텔레비전 방송 개시
- 2011년 7월: 아날로그 텔레비전 방송 종료

이와테현
- 1번 NHK G, 2번 NHK E, 4번 TVI, 5번 IAT, 6번 IBC, 8번 Mit

- 1958년: 아날로그 텔레비전 방송 개시
- 1958년: NHK-TV
- 1959년: 이와테방송 (KRT 계열)
- 1960년: 이와테방송 (KRT→TBS 계열)
- 1960년: NHK-TV→NHK종합, NHK교육
- 1960년: HBC (KRT→TBS 계열)
- 1969년: IBC (TBS계열), TV이와테(니혼TV·NET 계열)
- 1977년: TV이와테(니혼TV·TV아사히 계열)
- 1980년: TV이와테 (니혼TV 계열) / TV아사히 계열 제외
- 1991년: Mit (후지TV 계열)
- 1996년: IAT (TV아사히 계열)
- 2003년 12월: 디지털 텔레비전 방송 개시
- 2012년 3월: 아날로그 텔레비전 방송 종료

아키타현
- 1번 NHK G, 2번 NHK E, 4번 ABS, 5번 AAB, 8번 AKT

- 1959년: 아날로그 텔레비전 방송 개시
- 1959년: NHK-TV
- 1960년: RTB (니혼TV 계열)
- 1961년: RTB→ABS (니혼TV 계열)
- 1962년: NHK-TV→NHK종합, NHK교육
- 1969년: AKT (후지TV 계열)
- 1981년: AKT (후지TV·TV아사히 계열)
- 1987년: AKT (후지TV 계열 / TV아사히 제외)
- 1992년: AAB (TV아사히 계열)
- 2003년 12월: 디지털 텔레비전 방송 개시
- 2011년 7월: 아날로그 텔레비전 방송 종료

야마가타현
- 1번 NHK G, 2번 NHK E, 4번 YBC, 5번 YTS, 6번 TUY, 8번 SAY

- 1959년: 아날로그 텔레비전 방송 개시
- 1959년: NHK-TV
- 1960년: YBC (니혼TV 계열)
- 1962년: NHK-TV→NHK종합, NHK교육
- 1970년: YTS (후지TV·NET 계열)
- 1977년: YTS (NET→TV아사히, 후지TV 계열)
- 1979년: YTS (후지TV 계열 / TV아사히 제외)
- 1980년: YBC (니혼TV·TV아사히 계열)
- 1989년: TUY (TBS 계열)
- 1993년: YBC (니혼TV 계열), YTS (TV아사히 계열)
- 1997년: SAY (후지TV 계열)
- 2003년 12월: 디지털 텔레비전 방송 개시
- 2011년 7월: 아날로그 텔레비전 방송 종료

미야기현
- 1번 tbc, 2번 NHK E, 3번 NHK G, 4번 MMT, 5번 khb, 8번 OX

- 1958년: 아날로그 텔레비전 방송 개시
- 1958년: NHK-TV
- 1959년: TBC (KRT 계열)
- 1960년: TBC (KRT→TBS 계열)
- 1960년: NHK-TV→NHK종합, NHK교육
- 1962년: 센다이방송 (후지TV·니혼TV 계열)
- 1970년: 센다이방송 (후지TV 계열), 미야기TV (니혼TV·NET 계열)
- 1975년: KHB (NET 계열), 미야기TV (니혼TV 계열)
- 1977년: KHB (NET→TV아사히 계열)
- 2003년 12월: 디지털 텔레비전 방송 개시
- 2012년 3월: 아날로그 텔레비전 방송 종료

후쿠시마현
- 1번 NHK G, 2번 NHK E, 4번 KCT, 5번 KFB, 6번 TUF, 8번 FTV

- 1959년: 아날로그 텔레비전 방송 개시
- 1959년: NHK-TV
- 1960년: NHK-TV→NHK종합, NHK교육
- 1963년: FTV
- 1966년: FTV (니혼TV 계열)
- 1970년: FCT (후지TV·NET 계열)
- 1971년: FTV (TBS·후지TV 계열), FCT (니혼TV·NET 계열)
- 1977년: FCT (NET→TV아사히·니혼TV 계열)
- 1981년: KFB (TV아사히 계열), FCT (니혼TV 계열)
- 1983년: TUF (TBS 계열), FTV (후지TV 계열)
- 2003년 12월: 디지털 텔레비전 방송 개시
- 2012년 3월: 아날로그 텔레비전 방송 종료

### 간토 지방
도쿄도
- 1번 NHK G, 2번 NHK E, 4번 NHK, 5번 EX, 6번 TBS, 7번 TX, 8번 CX, 9번 MX

가나가와현
- 1번 NHK G, 2번 NHK E, 3번 tvk, 4번 NHK, 5번 EX, 6번 TBS, 7번 TX, 8번 CX

지바현
- 1번 NHK G, 2번 NHK E, 3번 CTC, 4번 NHK, 5번 EX, 6번 TBS, 7번 TX, 8번 CX

사이타마현
- 1번 NHK G, 2번 NHK E, 3번 TVS, 4번 NHK, 5번 EX, 6번 TBS, 7번 TX, 8번 CX

군마현
- 1번 NHK G, 2번 NHK E, 3번 GTV, 4번 NHK, 5번 EX, 6번 TBS, 7번 TX, 8번 CX

도치기현
- 1번 NHK G, 2번 NHK E, 3번 GYT, 4번 NHK, 5번 EX, 6번 TBS, 7번 TX, 8번 CX

이바라키현
- 1번 NHK G, 2번 NHK E, 4번 NHK, 5번 EX, 6번 TBS, 7번 TX, 8번 CX

- 1953년 2월: 아날로그 텔레비전 방송 개시
- 1953년 2월: NHK-TV
- 1953년 8월: 니혼TV
- 1956년: KRT
- 1957년: 일본교육TV
- 1959년: 후지TV
- 1959년: NHK-TV→NHK종합, 3번 NHK교육, 10번 일본교육TV→NET
- 1960년: KRT→TBS
- 1964년: 과학TV
- 1968년: 과학TV→도쿄12채널
- 1971년: 군마TV, 9번 CTC
- 1972년: TVK
- 1977년: NET→TV아사히
- 1979년: TVS
- 1981년: 도쿄12채널→TV 도쿄
- 1995년: 도쿄 메트로폴리탄 텔레비전
- 1999년: 도치기TV
- 2003년 12월: 디지털 텔레비전 방송 개시
- 2006년: CTC→지바TV, TVS→테레타마, 도쿄 메트로폴리탄 텔레비전→TOKYO MX
- 2011년 7월: 아날로그 텔레비전 방송 종료

### 주부 지방
아이치현
- 1번 THK, 2번 NHK E, 3번 NHK G, 4번 CTV, 5번 CBC, 6번 NRN, 7번 TVA

기후현
- 1번 THK, 2번 NHK E, 3번 NHK G, 4번 CTV, 5번 CBC, 6번 NRN, 7번 GBS

미에현
- 1번 THK, 2번 NHK E, 3번 NHK G, 4번 CTV, 5번 CBC, 6번 NRN, 9번 MTV

- 1954년 아날로그 텔레비전 방송 개시
- 1954년 NHK-TV
- 1956년 CBC (KRT 계열)
- 1959년 도카이TV (니혼TV·NET·후지TV 계열)
- 1960년 CBC (KRT→TBS 계열)
- 1962년 NHK-TV→NHK종합, NHK교육
- 1962년 도카이TV (후지TV 계열), 나고야 TV (니혼TV·NET 계열)
- 1969년 쥬코TV (니혼TV 계열), 나고야 TV (NET 계열)
- 1969년 미에TV (전국독립계열, 미에현)
- 1977년 나고야 TV (NET→TV아사히 계열)
- 1989년 TVA (TV도쿄 계열, 아이치현)
- 2003년 디지털 텔레비전 방송 개시
- 2011년 아날로그 텔레비전 방송 개시

야마나시현
- 1번 NHK G, 2번 NHK E, 4번 YBS, 6번 UTV

- 1959년 아날로그 텔레비전 방송 개시
- 1959년 NHK-TV
- 1959년 RYC (니혼TV 계열)
- 1961년 RYC→YBS (니혼TV 계열)
- 1963년 NHK-TV→NHK종합, NHK교육
- 1970년 UTY (TBS 계열)
- 2003년 디지털 텔레비전 방송 개시
- 2011년 아날로그 텔레비전 방송 개시

시즈오카현
- 1번 NHK G, 2번 NHK E, 4번 SDT, 5번 SATV, 6번 SBS, 8번 SUT

- 1957년 아날로그 텔레비전 방송 개시
- 1957년 NHK-TV
- 1958년 SBS (KRT 계열)
- 1960년 SBS (KRT→TBS 계열)
- 1962년 NHK-TV→NHK종합, NHK교육
- 1968년 TV시즈오카 (후지TV 계열)
- 1978년 시즈오카 현민 TV (TV아사히·니혼TV 계열)
- 1979년 시즈오카 제일 TV (니혼TV 계열), 시즈오카 현민 방송 (TV아사히 계열)
- 1993년 시즈오카 현민 방송→시즈오카 아사히TV (TV아사히 계열)
- 2003년 디지털 텔레비전 방송 개시
- 2011년 아날로그 텔레비전 방송 개시

나가노현
- 1번 NHK G, 2번 NHK E, 4번 TSB, 5번 abn, 6번 SBC, 8번 NBS

- 1958년 아날로그 텔레비전 방송 개시
- 1958년 NHK-TV
- 1958년 RNK (KRT 계열)
- 1960년 RNK (KRT→TBS 계열)
- 1962년 NHK-TV→NHK종합, NHK교육
- 1969년 NBS (후지TV 계열)
- 1980년 TSB (니혼TV·TV아사히 계열)
- 1991년 TSB (니혼TV 계열), ABN (TV아사히 계열)
- 2003년 디지털 텔레비전 방송 개시
- 2011년 아날로그 텔레비전 방송 개시

니가타현
- 1번 NHK G, 2번 NHK E, 4번 TeNY, 5번 UX, 6번 BSN, 8번 NST

- 1958년 아날로그 텔레비전 방송 개시
- 1958년 NHK-TV
- 1958년 RNK (KRT 계열)
- 1960년 RNK (KRT→TBS 계열)
- 1961년 RNK→BSN (TBS 계열)
- 1962년 NHK-TV→NHK종합, NHK교육
- 1968년 NST (니혼TV·NET·후지TV 계열)
- 1977년 NST (NET→TV 아사히·니혼TV·후지TV 계열)
- 1981년 TNN (니혼TV 계열), NST (TV아사히·후지TV 계열)
- 1983년 NT21 (TV아사히 계열), NST (후지TV 계열)
- 1998년 TNN→TeNY (니혼TV 계열)
- 2006년 N21→UX (TV아사히 계열)
- 2003년 디지털 텔레비전 방송 개시
- 2011년 아날로그 텔레비전 방송 개시

도야마현
- 1번 KNB, 2번 NHK E, 3번 NHK G, 6번 TUT, 8번 BBT

- 1958년 아날로그 텔레비전 방송 개시
- 1958년 NHK-TV
- 1959년 KNB (니혼TV 계열)
- 1962년 NHK-TV→NHK종합, NHK교육
- 1969년 T34 (후지TV 계열)
- 1990년 TUT (TBS 계열)
- 1994년 T34→BBT (후지TV 계열)
- 2003년 디지털 텔레비전 방송 개시
- 2011년 아날로그 텔레비전 방송 개시

이시카와현
- 1번 NHK G, 2번 NHK E, 4번 KTK, 5번 HAB, 6번 MRO, 8번 ITC

- 1957년 아날로그 텔레비전 방송 개시
- 1957년 NHK-TV
- 1958년 MRO (KRT 계열)
- 1960년 MRO (KRT→TBS 계열)
- 1962년 NHK-TV→NHK종합, NHK교육
- 1990년 TV가나자와 (니혼TV 계열)
- 1991년 HAB (TV아사히 계열)
- 2003년 디지털 텔레비전 방송 개시
- 2011년 아날로그 텔레비전 방송 개시

후쿠이현
- 1번 NHK G, 2번 NHK E, 7번 FBC, 8번 FTB

- 1959년 아날로그 텔레비전 방송 개시
- 1959년 NHK-TV
- 1960년 FBC (니혼TV 계열)
- 1962년 NHK-TV→NHK종합, NHK교육
- 1969년 후쿠이TV (후지TV 계열)
- 1989년 FBC (니혼TV·TV아사히 계열)
- 2003년 디지털 텔레비전 방송 개시
- 2011년 아날로그 텔레비전 방송 개시

### 긴키 지방
오사카부
- 1번 NHK G, 2번 NHK E, 4번 MBS, 6번 ABC, 7번 TVO, 8번 KTV, 10번 ytv

교토부
- 1번 NHK G, 2번 NHK E, 4번 MBS, 5번 KBS, 6번 ABC, 8번 KTV, 10번 ytv

효고현
- 1번 NHK G, 2번 NHK E, 3번 SUN, 4번 MBS, 6번 ABC, 8번 KTV, 10번 ytv

시가현
- 1번 NHK G, 2번 NHK E, 3번 BBC, 4번 MBS, 6번 ABC, 8번 KTV, 10번 ytv

나라현
- 1번 NHK G, 2번 NHK E, 4번 MBS, 6번 ABC, 8번 KTV, 9번 TVN, 10번 ytv

와카야마현
- 1번 NHK G, 2번 NHK E, 4번 MBS, 5번 WTV, 6번 ABC, 8번 KTV, 10번 ytv

- 1954년: 아날로그 텔레비전 방송 개시
- 1954년: NHK-TV
- 1956년: OTV (KRT 계열)
- 1958년: KTV (후지TV계열), 요미우리TV (니혼TV계열)
- 1959년: OTV→ABC (KRT계열)
- 1959년: MBS (NET계열)
- 1959년: NHK-TV→NHK종합, NHK교육
- 1969년: 긴키방송 (독립계열, 교토부)
- 1960년: ABC (KRT→TBS계열)
- 1969년: 선TV (독립계열, 효고현)
- 1969년: MBS (NET·도쿄12채널 계열)
- 1972년: 비와코방송 (독립계열, 시가현)
- 1973년: UTN  (독립계열, 나라현)
- 1977년: TV와카야마 (독립계열, 와카야마현)
- 1975년: 마이니치방송 (NET(ANN)→TBS(JNN)계열) / 도쿄12채널 계열 제외, 아사히방송 (TBS(JNN)→NET(ANN)계열)
- 1977년: 아사히방송 (NET→TV아사히 계열)
- 1981년: 긴키방송→KBS교토 (독립계열, 교토부)
- 1982년: TV오사카 (TV도쿄 계열, 오사카부)
- 1989년: UTN→TVN 나라TV방송 (독립계열, 나라현)
- 2003년 12월: 디지털 텔레비전 방송 개시
- 2007년: 요미우리TV→YTV (니혼TV 계열)
- 2011년 7월: 아날로그 텔레비전 방송 종료

### 주코쿠 지방
돗토리현
- 1번 NKT, 2번 NHK E, 3번 NHK G, 6번 RSS, 8번 TSK

시마네현
- 1번 NKT, 2번 NHK E, 3번 NHK G, 6번 RSS, 8번 TSK

- 1959년 아날로그 텔레비전 방송 개시
- 1959년 NHK-TV (돗토리현·시마네현)
- 1959년 RSB (KRT 계열, 돗토리현)
- 1959년 NST (니혼TV 계열, 시마네현)
- 1960년 RSB (KRT→TBS 계열, 돗토리현)
- 1961년 RSB→RSS (TBS 계열, 돗토리현)
- 1962년 NHK-TV→NHK종합, NHK교육 (돗토리현·시마네현)
- 1970년 TSK (후지TV 계열, 돗토리현)
- 1972년 BSS (TBS 계열), NST (니혼TV 계열), TSK (후지TV 계열)
- 2003년 디지털 텔레비전 방송 개시
- 2011년 아날로그 텔레비전 방송 개시

히로시마현
- 1번 NHK G, 2번 NHK E, 3번 RCC, 4번 HTV, 5번 HOME, 8번 TSS

- 1956년 아날로그 텔레비전 방송 개시
- 1956년 NHK-TV
- 1959년 RCC (KRT 계열)
- 1960년 RCC (KRT→TBS 계열)
- 1961년 NHK-TV→NHK종합, NHK교육
- 1962년 히로시마TV (니혼TV·후지TV 계열)
- 1970년 UHT (NET 계열)
- 1975년 TSS (후지TV 계열), 히로시마TV (니혼TV 계열)
- 1977년 UHT (NET→TV아사히 계열)
- 1986년 UHT→HOME (TV아사히 계열)
- 2003년 디지털 텔레비전 방송 개시
- 2011년 아날로그 텔레비전 방송 개시

야마구치현
- 1번 NHK G, 2번 NHK E, 3번 TYS, 4번 KRY, 5번 Yab

- 1959년 아날로그 텔레비전 방송 개시
- 1959년 NHK-TV
- 1959년 KRY (니혼TV 계열)
- 1962년 NHK-TV→NHK종합, NHK교육
- 1970년 TYS (TBS 계열)
- 1977년 KRY (니혼TV·TV아사히 계열)
- 1993년 YAB (TV아사히 계열), KRY (니혼TV 계열)
- 2003년 디지털 텔레비전 방송 개시
- 2011년 아날로그 텔레비전 방송 개시

오카야마현
- 1번 NHK G, 2번 NHK E, 4번 RNC, 5번 KSB, 6번 RSK, 7번 TSC, 8번 OHK

- 1957년 아날로그 텔레비전 방송 개시
- 1957년 NHK-TV
- 1958년 RSK (KRT 계열)
- 1960년 RSK (KRT→TBS 계열)
- 1962년 NHK-TV→NHK종합, NHK교육
- 1969년 OHK (후지TV·NET 계열)
- 1977년 OHK (NET→TV아사히·후지TV 계열)
- 1979년 RSK (TBS 계열), RNC (니혼TV 계열), RSK (TV아사히 계열), OHK (후지TV 계열)
- 1985년 TSC (TV도쿄 계열)
- 2003년 디지털 텔레비전 방송 개시
- 2011년 아날로그 텔레비전 방송 개시

### 시코쿠 지방
도쿠시마현
- 1번 JRT, 2번 NHK E, 3번 NHK G

- 1959년 아날로그 텔레비전 방송 개시
- 1959년 NHK-TV
- 1959년 시코쿠방송 (니혼TV 계열)
- 1968년 NHK-TV→NHK종합, NHK교육
- 1982년 시코쿠방송→JRT (니혼TV 계열)
- 2003년 디지털 텔레비전 방송 개시
- 2011년 아날로그 텔레비전 방송 개시

고치현
- 1번 NHK G, 2번 NHK E, 4번 RKC, 6번 KUTV, 8번 KSS

- 1958년 아날로그 텔레비전 방송 개시
- 1958년 NHK-TV
- 1959년 RKC (니혼TV 계열)
- 1961년 NHK-TV→NHK종합, NHK교육
- 1970년 KUTV (TBS 계열)
- 1997년 고치산산TV (후지TV 계열)
- 2003년 디지털 텔레비전 방송 개시
- 2011년 아날로그 텔레비전 방송 개시

에히메현
- 1번 NHK G, 2번 NHK E, 4번 RNB, 5번 EAT, 6번 ITV, 8번 EBC

- 1957년 아날로그 텔레비전 방송 개시
- 1957년 NHK-TV
- 1958년 난카이 방송 (니혼TV 계열)
- 1962년 NHK-TV→NHK종합, NHK교육
- 1969년 TV에히메 (후지TV 계열)
- 1992년 아이TV (TBS 계열)
- 1995년 EAT (TV 아사히 계열)
- 2003년 디지털 텔레비전 방송 개시
- 2011년 아날로그 텔레비전 방송 개시

가가와현
- 1번 NHK G, 2번 NHK E, 4번 RNC, 5번 KSB, 6번 RSK, 7번 TSC, 8번 OHK

- 1957년 아날로그 텔레비전 방송 개시
- 1957년 NHK-TV
- 1958년 RSK (KRT 계열)
- 1960년 RSK (KRT→TBS 계열)
- 1962년 NHK-TV→NHK종합, NHK교육
- 1969년 OHK (후지TV·NET 계열)
- 1977년 OHK (NET→TV아사히·후지TV 계열)
- 1979년 RSK (TBS 계열), RNC (니혼TV 계열), RSK (TV아사히 계열), OHK (후지TV 계열)
- 1985년 TSC (TV도쿄 계열)
- 2003년 디지털 텔레비전 방송 개시
- 2011년 아날로그 텔레비전 방송 개시

### 큐슈 지방
후쿠오카현
- 1번 KBC, 2번 NHK E, 3번 NHK G(후쿠오카·기타큐슈), 4번 RKB, 7번 TVQ, 8번 TNC

- 1956년: 아날로그 텔레비전 방송 개시
- 1956년: NHK-TV
- 1958년: RKB (KRT 계열), TNC (니혼TV 계열)
- 1959년: KBC (NET·후지TV 계열)
- 1960년: RKB (KRT→TBS 계열)
- 1962년: NHK-TV→NHK종합, NHK교육
- 1964년: TNC (니혼TV·후지TV 계열), KBC(NET 계열)
- 1969년: FBS (니혼TV 계열), TNC(후지TV 계열)
- 1977년: KBC (NET→TV아사히 계열)
- 1991년: TVQ (TV도쿄 계열)
- 2003년 12월: 디지털 텔레비전 방송 개시
- 2011년 7월: 아날로그 텔레비전 방송 종료

사가현
- 1번 NHK G, 2번 NHK E, 3번 STS

- 1958년: 아날로그 텔레비전 방송 개시
- 1958년: NHK-TV
- 1962년: NHK-TV→NHK종합, NHK교육
- 1969년: STS (후지TV 계열)
- 2003년 12월: 디지털 텔레비전 방송 개시
- 2011년 7월: 아날로그 텔레비전 방송 종료

나가사키현
- 1번 NHK G, 2번 NHK E, 3번 NBC, 4번 NIB, 5번 NCC, 8번 KTN

- 1958년: 아날로그 텔레비전 방송 개시
- 1958년: NHK-TV
- 1959년: NBC (KRT 계열)
- 1960년: NBC (KRT→TBS 계열)
- 1964년: NHK-TV→NHK종합, NHK교육
- 1969년: KTN (니혼TV·후지TV 계열)
- 1990년: NCC (TV아사히 계열), KTN (후지TV 계열 / 니혼TV 계열 제외)
- 1991년: NIB (니혼TV 계열)
- 2003년 12월: 디지털 텔레비전 방송 개시
- 2011년 7월: 아날로그 텔레비전 방송 종료

구마모토현
- 1번 NHK G, 2번 NHK E, 3번 RKK, 4번 KKT, 5번 KAB, 8번 TKU

- 1958년: 아날로그 텔레비전 방송 개시
- 1958년: NHK-TV
- 1959년: RKK (KRT 계열)
- 1960년: RKK (KRT→TBS 계열)
- 1963년: NHK-TV→NHK종합, NHK교육
- 1969년: TKU (니혼TV·NET·후지TV 계열)
- 1977년: TKU (NET→TV아사히·니혼TV·후지TV 계열)
- 1982년: KKT (니혼TV 계열), TKU (후지TV·TV아사히 계열)
- 1989년: KAB (TV아사히 계열), TKU (후지TV 계열)
- 2003년 12월: 디지털 텔레비전 방송 개시
- 2011년 7월: 아날로그 텔레비전 방송 종료

오이타현
- 1번 NHK G, 2번 NHK E, 3번 OBS, 4번 TOS, 5번 OAB

- 1959년: 아날로그 텔레비전 방송 개시
- 1959년: NHK종합, NHK교육
- 1959년: OBS (KRT 계열)
- 1960년: OBS (KRT→TBS 계열)
- 1970년: TOS (니혼TV·NET·후지TV 계열)
- 1977년: TOS (NET→TV아사히·니혼TV·후지TV 계열)
- 1993년: OAB (TV아사히 계열), TOS (니혼TV·후지TV 계열)
- 2003년 12월: 디지털 텔레비전 방송 개시
- 2011년 7월: 아날로그 텔레비전 방송 종료

미야자키현
- 1번 NHK G, 2번 NHK E, 3번 UMK, 6번 MRT

- 1960년: 아날로그 텔레비전 방송 개시
- 1960년: NHK-TV
- 1960년: 라디오미야자키 (TBS 계열)
- 1961년: 라디오미야자키→MRT (TBS 계열)
- 1963년: NHK-TV→NHK종합, NHK교육
- 1970년: UMK (후지TV 계열)
- 1976년: UMK (후지TV·니혼TV 계열)
- 1976년: UMK (후지TV·니혼TV·NET 계열)
- 1977년: UMK (후지TV·니혼TV·NET→TV아사히 계열)
- 2003년 12월: 디지털 텔레비전 방송 개시
- 2011년 7월: 아날로그 텔레비전 방송 종료

가고시마현
- 1번 MBC, 2번 NHK E, 3번 NHK G, 4번 KYT, 5번 KKB, 8번 KTS

- 1958년: 아날로그 텔레비전 방송 개시
- 1958년: NHK-TV
- 1959년: MBC (KRT 계열)
- 1960년: MBC (KRT→TBS 계열)
- 1962년: NHK-TV→NHK종합, NHK교육
- 1960년: 라디오미야자키 (TBS 계열)
- 1961년: 라디오미야자키→MRT (TBS 계열)
- 1963년: NHK-TV→NHK종합, NHK교육
- 1969년: KTS (니혼TV·NET·후지TV 계열)
- 1977년: KTS (NET→TV아사히·니혼TV·후지TV 계열)
- 1982년: KKB (TV아사히 계열), KTS (니혼TV·후지TV 계열)
- 1994년: KYT (니혼TV 계열), KTS (후지TV 계열)
- 2003년 12월: 디지털 텔레비전 방송 개시
- 2011년 7월: 아날로그 텔레비전 방송 종료

오키나와현
- 1번 NHK G, 2번 NHK E, 3번 RBC, 5번 QAB, 8번 OTV

- 1959년: 아날로그 텔레비전 방송 개시
- 1959년: OTV
- 1960년: RBC (TBS 계열)
- 1967년: OHK-TV (現 NHK)
- 1969년: OTV (후지TV 계열)
- 1972년: OHK-TV→NHK종합, NHK교육
- 1995년: QAB (TV아사히 계열)
- 2003년 12월: 디지털 텔레비전 방송 개시
- 2011년 7월: 아날로그 텔레비전 방송 종료

## 위성방송 및 IPTV
중규모 방송위성 실험계획(BSE)은 1974년 우정성이 기획하고 일본국립우주개발사업단(NASDA)이 개발을 담당하였다. 이후 일본 최초의 실험용 방송위성인 BSE(유리, Yuri)가 1978년에 발사되었으며, NHK는 1984년 5월 BS-2a 위성을 이용하여 텔레비전 프로그램의 실험 방송을 개시하였다.
BS-2a 위성은 본격적인 2채널 방송 개시를 대비하여 발사된 일본 최초의 국가 직방송위성(DBS)으로, 텔레비전 시청자의 가정에 직접 전파를 송출하였다. 위성의 자세 제어는 3축(무모멘텀) 방식으로 이루어졌으며, 설계 수명은 5년이었다. TV 중계기(트랜스폰더)는 40cm 또는 60cm급 가정용 소형 파라볼라 안테나로도 수신이 가능하도록 충분한 신호 증폭 성능을 갖추었으며, 3기의 중계기(예비 포함)를 장착하였다. 그러나 발사 2개월 후인 1984년 3월 23일 첫 번째 중계기가, 발사 3개월 후인 같은 해 5월 3일 두 번째 중계기가 고장나, 예정되었던 위성 방송 계획은 급히 조정되어 단일 채널의 시험 방송으로 축소되었다.
이후 NHK는 1989년 6월 BS-2b 위성을 이용하여 NTSC 규격의 정규 방송과 HDTV 실험 방송을 시작하였다. 이 시기 일본의 가전 제조사들은 위성 수신 튜너 또는 수신기를 내장한 텔레비전 수상기, 비디오 카세트 레코더(VCR), 홈 오디오 시스템 등을 출시하였으며, 해당 제품에는 전용 BS 로고가 부착되었다.
1991년 4월에는 일본 위성방송(Japan Satellite Broadcasting, JSB)사가 BS-3 통신위성을 이용한 유료 방송 서비스를 개시하였다. 1992년 당시 NHK의 2채널 위성 텔레비전 방송은 약 200만 명의 시청자를 확보하였으며, 1996년에는 위성 방송 수신 가구 수가 1,000만 가구를 돌파하였다.
현재 일본에서 사용되는 주요 위성 시스템은 BSAT와 JCSAT 두 종류이며, 현대 WOWOW 위성 디지털 방송은 BSAT 위성을, 스카이퍼펙트TV(SKY PerfecTV!)와 히카리 TV(Hikari TV) 등 기타 디지털 텔레비전 방송은 JCSAT 위성을 사용하고 있다.

## 케이블 텔레비전
1955년 군마현 시부카와시에서 처음 도입되었다. 1980년대까지 일본의 케이블 텔레비전은 주로 지상파 방송 수신이 어려운 농촌 산간 지역과 외딴 섬 지역에 한정되어 있었다. 1980년대 후반 도쿄에서 1987년 최초의 케이블 텔레비전 방송국이 개국한 것을 기점으로, 도시 지역에서도 케이블 텔레비전의 보급이 본격화되었다.
1992년 당시 일본 가구 중 케이블 텔레비전을 수신할 수 있는 비율은 1%에 불과하였으며, 이는 새로운 전문 케이블 네트워크의 출범에 장애가 되었다. 같은 해 우정성이 법적 규제를 완화함에 따라, 6개의 신규 케이블 채널이 일본의 2기 통신위성을 통해 개국하였다. 일본 법률은 신규 채널이 암호화 신호를 수신하는 가입자로부터 발생하는 수익의 절반을 확보하도록 규정하였다.
1995년에는 100만 가구 이상이 케이블 텔레비전에 가입하였다. 당시 일본의 11개 케이블 전용 채널은 모두 통신위성을 통해 송출되었으나, 이 가운데 가장 성공적인 채널조차 가입자가 3만 명에 미치지 못했으며, 위성 유료방송인 와우와우(WOWOW)의 160만 가입자 수와 비교하면 현저히 적은 수준이었다. 방송 콘텐츠는 주로 스포츠, 뉴스, 고전 영화에 국한되었으며, 프로그램 부족과 일본 영화 산업의 침체가 케이블 네트워크 발전의 주요 걸림돌로 작용하였다.
1990년대 중반에는 양방향 다채널 케이블 텔레비전 플랫폼이 처음으로 시장에 등장하였으며, 1990년대 후반에는 케이블 텔레비전 가입에 초고속 인터넷 서비스가 결합되기 시작하였다.
현재 일본에는 여러 전국 및 지역 케이블 텔레비전 사업자가 존재하며, 그중 최대 사업자는 KDDI와 스미토모 상사가 합작한 J:COM과 그 자회사인 재팬케이블넷(JCN)이다. 이들 사업자는 일본의 위성 텔레비전 플랫폼인 스카이 퍼펙트 TV와 WOWOW, 그리고 NTT 플라라가 운영하는 IPTV 플랫폼 히카리 TV와 경쟁하고 있다.
일본케이블텔레비전기술협회(JCTEA)는 케이블 텔레비전 설비의 연구·설계·제작·설치·유지보수에 종사하는 600여 회원사를 대표하는 상위 단체이다.

## 아시아 인접 국가들의 방송 채널
홋카이도 왓카나이시, 네무로시
- 페르비 카날, 러시아 1, NTV 등은 러시아어로 시청할 수 있음

나가사키현 쓰시마시
- KBS 1TV, KBS 2TV, MBC, KNN(SBS 지역민방), EBS 1TV, EBS 2TV 등은 한국어로 시청할 수 있음

오키나와현 요나구니섬
- 중국 텔레비전 공사, 중화텔레비전공사, 타이완텔레비전공사, 민간전민텔레비전공사, 공공전시문화사업기금회 등은 표준 중국어나 대만어로 시청할 수 있음

## 같이 보기
- 일본방송협회
- 비디오 리서치
- 일본의 텔레비전 드라마
- 일본의 텔레비전 애니메이션 목록